# 拼圖戒

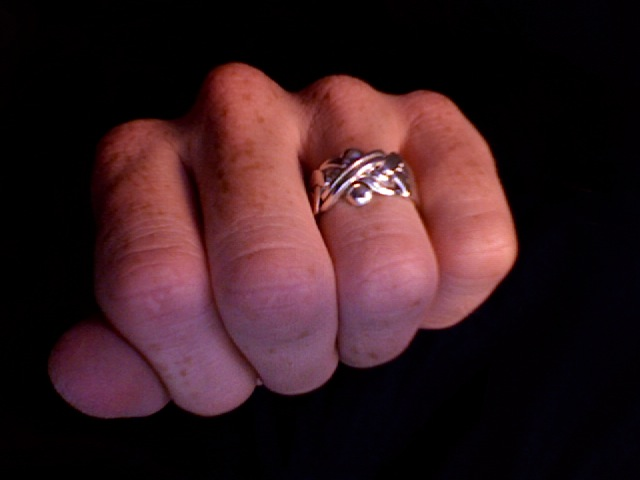
完整的拼圖戒，有六個環

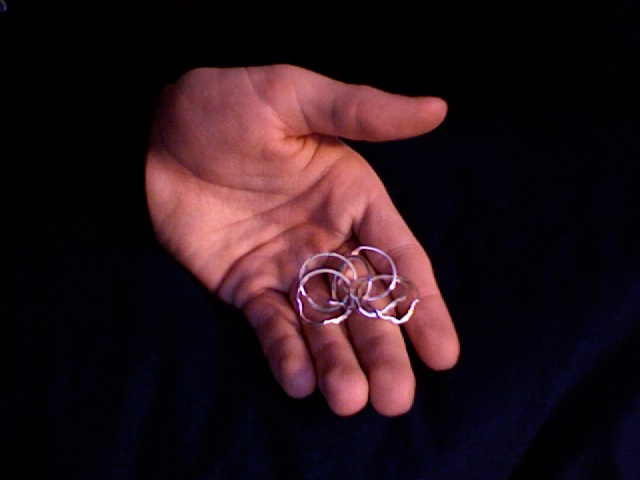
分開的拼圖戒，有互鎖因此還不會弄錯位置

傳統的拼圖戒是戒指的一種，由4,6,8或12個互鎖的環組成。現代的設計可能會有3,5或7個環。拼圖戒的重新組合是一種機械智力玩具，自文藝復興時期開始，就有許多義大利製或是英國製的拼圖戒，在北美也越來越流行。
拼圖戒可能是從重合戒指發展而來，重合戒指會作為婚戒，若戴戒指的人為了欺騙其伴侶而戒指取下，就無法將它再戴回去。
拼圖戒也稱為是土耳其婚戒（Turkish wedding ring）或是harem戒指。依照大眾廣傳的傳說，拼圖戒可能是丈夫送給妻子的婚戒，若妻子將婚戒取下（可能是通姦），就無法再將拼圖戒組合回原樣，並戴回手上。不過，可以在各個環不分開弄亂的情形下，將拼圖戒取下。

## 外部連結
- Puzzle Ring Store – Largest Selection of Puzzle Rings （页面存档备份，存于）
- Puzzle Rings Creations Website （页面存档备份，存于）
- Puzzle of the Turkish Puzzle Ring
- "The Gimmal Ring" （页面存档备份，存于）, From William Hone's Table-book, part II, p 1